# Анохово (Сафоновський район)
Анохово (рос. Анохово) — присілок Сафоновського району Смоленської області Росії. Входить до складу Вишегорського сільського поселення.
Населення — 88 осіб (2007 рік).